# Lieutenant Jones
Lieutenant Jones è un cortometraggio muto del 1913 diretto da Lem B. Parker.

## Trama
Un giovane tenente viene riabilitato dagli indiani.

## Produzione
Il film fu prodotto dalla Selig Polyscope Company.

## Distribuzione
Distribuito dalla General Film Company, il film - un cortometraggio in una bobina - uscì nelle sale cinematografiche statunitensi il 13 maggio 1913.